# 芦塘乡
芦塘乡，是中华人民共和国重庆市彭水苗族土家族自治县下辖的一个乡镇级行政单位。

## 行政区划
芦塘乡下辖以下地区：
板栗村、乐园村、鞍子岭村、星光村和坡坪村。